# DSB MZ
MZ – seria lokomotyw spalinowych produkowana w fabryce NOHAB na zamówienie duńskich kolei państwowych DSB.
Wyprodukowano 61 sztuk w czterech seriach, pierwsze dwie serie były wyposażone w 16-cylindrowe silniki o mocy 2463 kW,
pozostałe dwie serie posiadały 20-cylindrowe silniki o mocy 2910 kW.
DSB sprzedało 16 lokomotyw MZ do australijskiej Lachlan Valley Rail Freight, jeżdżą między Sydney i Melbourne.